# Lista prezydentów Meksyku

## Republika (1823-1864)

### Przewodniczący Kongresu
| Osoba              | Kadencja      | Kadencja      |
| Imię i nazwisko    | Od            | Do            |
| ------------------ | ------------- | ------------- |
| José Mariano Marín | 19 marca 1823 | 31 marca 1823 |

### Przewodniczący Najwyższej Władcy Wykonawczej
| Osoba   | Osoba                   | Kadencja            | Kadencja             |
| Portret | Imię i nazwisko         | Od                  | Do                   |
| ------- | ----------------------- | ------------------- | -------------------- |
|         | Pedro Celestino Negrete | 2 kwietnia 1823     | 30 kwietnia 1823     |
|         | José Mariano Michelena  | 1 maja 1823         | 31 maja 1823         |
|         | Nicolás Bravo           | 1 czerwca 1823      | 30 czerwca 1823      |
|         | José Mariano Michelena  | 1 lipca 1823        | 31 lipca 1823        |
|         | Miguel Domínguez        | 1 sierpnia 1823     | 31 sierpnia 1823     |
|         | Vicente Guerrero        | 1 września 1823     | 30 września 1823     |
|         | José Mariano Michelena  | 1 października 1823 | 31 października 1823 |
|         | Miguel Domínguez        | 1 listopada 1823    | 30 listopada 1823    |
|         | Vicente Guerrero        | 1 grudnia 1823      | 8 grudnia 1823       |
|         | Miguel Domínguez        | 8 grudnia 1823      | 31 grudnia 1823      |
|         | José Mariano Michelena  | 1 stycznia 1824     | 31 stycznia 1824     |
|         | Miguel Domínguez        | 1 lutego 1824       | 29 lutego 1824       |
|         | Vicente Guerrero        | 1 marca 1824        | 31 marca 1824        |
|         | Nicolás Bravo           | 1 kwietnia 1824     | 30 kwietnia 1824     |
|         | Miguel Domínguez        | 1 maja 1824         | 31 maja 1824         |
|         | Vicente Guerrero        | 1 czerwca 1824      | 30 czerwca 1824      |
|         | Guadalupe Victoria      | 1 lipca 1824        | 31 lipca 1824        |
|         | Nicolás Bravo           | 1 sierpnia 1824     | 31 sierpnia 1824     |
|         | Miguel Domínguez        | 1 września 1824     | 30 września 1824     |
|         | Guadalupe Victoria      | 1 października 1824 | 10 października 1824 |

### Prezydenci
| #  | Imię i nazwisko | Imię i nazwisko                         | Początek kadencji    | Koniec               | Partia polityczna    |
| -- | --------------- | --------------------------------------- | -------------------- | -------------------- | -------------------- |
| 1  |                 | Guadalupe Victoria (1786–1843)          | 10 października 1824 | 31 marca 1829        | bezpartyjny          |
| 2  |                 | Vicente Guerrero (1782–1831)            | 1 kwietnia 1829      | 17 grudnia 1829      | Partia Liberalna     |
| 3  |                 | José María Bocanegra (1787–1862)        | 17 grudnia 1829      | 23 grudnia 1829      | Partia Liberalna     |
|    |                 | Pedro Vélez (1787–1848)                 | 23 grudnia 1829      | 31 grudnia 1829      | Partia Liberalna     |
| 4  |                 | Anastasio Bustamante (1780–1853)        | 1 stycznia 1830      | 13 sierpnia 1832     | Partia Konserwatywna |
| 5  |                 | Melchor Múzquiz (1790–1844)             | 14 sierpnia 1832     | 24 grudnia 1832      | Partia Liberalna     |
| 6  |                 | Manuel Gómez Pedraza (1789–1851)        | 24 grudnia 1832      | 31 marca 1833        | Partia Liberalna     |
| 7  |                 | Valentín Gómez Farías (1781–1858)       | 1 kwietnia 1833      | 16 maja 1833         | Partia Liberalna     |
| 8  |                 | Antonio López de Santa Anna (1794–1876) | 16 maja 1833         | 3 czerwca 1833       | Partia Liberalna     |
|    |                 | Valentín Gómez Farías (1781–1858)       | 3 czerwca 1833       | 18 czerwca 1833      | Partia Liberalna     |
|    |                 | Antonio López de Santa Anna (1794–1876) | 18 czerwca 1833      | 5 lipca 1833         | Partia Liberalna     |
|    |                 | Valentín Gómez Farías (1781–1858)       | 5 lipca 1833         | 27 października 1833 | Partia Liberalna     |
|    |                 | Antonio López de Santa Anna (1794–1876) | 27 października 1833 | 15 grudnia 1833      | Partia Liberalna     |
|    |                 | Valentín Gómez Farías (1781–1858)       | 16 grudnia 1833      | 24 kwietnia 1834     | Partia Liberalna     |
|    |                 | Antonio López de Santa Anna (1794–1876) | 24 kwietnia 1834     | 27 stycznia 1835     | Partia Liberalna     |
| 9  |                 | Miguel Barragán (1789–1836)             | 28 stycznia 1835     | 27 lutego 1836       | Partia Liberalna     |
| 10 |                 | José Justo Corro (1794–1864)            | 27 lutego 1836       | 19 kwietnia 1837     | Partia Konserwatywna |
|    |                 | Anastasio Bustamante (1780–1853)        | 19 kwietnia 1837     | 18 marca 1839        | Partia Konserwatywna |
|    |                 | Antonio López de Santa Anna (1794–1876) | 18 marca 1839        | 10 lipca 1839        | Partia Liberalna     |
| 11 |                 | Nicolás Bravo (1786–1854)               | 11 lipca 1839        | 19 lipca 1839        | Partia Konserwatywna |
|    |                 | Anastasio Bustamante (1780–1853)        | 19 lipca 1839        | 22 września 1841     | Partia Konserwatywna |
| 12 |                 | Francisco Javier Echeverría (1797–1852) | 22 września 1841     | 10 października 1841 | Partia Konserwatywna |
|    |                 | Antonio López de Santa Anna (1794–1876) | 10 października 1841 | 26 października 1842 | Partia Liberalna     |
|    |                 | Nicolás Bravo (1786–1854)               | 26 października 1842 | 4 marca 1843         | Partia Konserwatywna |
|    |                 | Antonio López de Santa Anna (1794–1876) | 4 marca 1843         | 4 października 1843  | Partia Liberalna     |
| 13 |                 | Valentín Canalizo (1794–1850)           | 4 października 1843  | 4 czerwca 1844       | Partia Konserwatywna |
|    |                 | Antonio López de Santa Anna (1794–1876) | 4 czerwca 1844       | 12 września 1844     | Partia Liberalna     |
| 14 |                 | José Joaquín de Herrera (1792–1854)     | 12 września 1844     | 21 września 1844     | Partia Liberalna     |
|    |                 | Valentín Canalizo (1794–1850)           | 21 września 1844     | 6 grudnia 1844       | Partia Konserwatywna |
|    |                 | José Joaquín de Herrera (1792–1854)     | 6 grudnia 1844       | 30 grudnia 1845      | Partia Liberalna     |
| 15 |                 | Mariano Paredes (1797–1849)             | 31 grudnia 1845      | 28 lipca 1846        | Partia Konserwatywna |
|    |                 | Nicolás Bravo (1786–1854)               | 28 lipca 1846        | 4 sierpnia 1846      | Partia Konserwatywna |
| 16 |                 | José Mariano Salas (1797–1867)          | 5 sierpnia 1846      | 23 grudnia 1846      | Partia Konserwatywna |
|    |                 | Valentín Gómez Farías (1781–1858)       | 23 grudnia 1846      | 21 marca 1847        | Partia Liberalna     |
|    |                 | Antonio López de Santa Anna (1794–1876) | 21 marca 1847        | 2 kwietnia 1847      | Partia Liberalna     |
| 17 |                 | Pedro María de Anaya (1795–1854)        | 2 kwietnia 1847      | 20 maja 1847         | Partia Liberalna     |
|    |                 | Antonio López de Santa Anna (1794–1876) | 20 maja 1847         | 15 września 1847     | Partia Liberalna     |
| 18 |                 | Manuel de la Peña y Peña (1789–1850)    | 16 września 1847     | 13 listopada 1847    | Partia Liberalna     |
|    |                 | Pedro María de Anaya (1795–1854)        | 13 listopada 1847    | 3 stycznia 1848      | Partia Liberalna     |
|    |                 | Manuel de la Peña y Peña (1789–1850)    | 3 stycznia 1848      | 3 czerwca 1848       | Partia Liberalna     |
|    |                 | José Joaquín de Herrera (1792–1854)     | 3 czerwca 1848       | 15 stycznia 1851     | Partia Liberalna     |
| 19 |                 | Mariano Arista (1802–1855)              | 15 stycznia 1851     | 5 stycznia 1853      | Partia Liberalna     |
| 20 |                 | Juan Bautista Ceballos (1811–1859)      | 5 stycznia 1853      | 7 lutego 1853        | Partia Liberalna     |
| 21 |                 | Manuel María Lombardini (1802–1853)     | 8 lutego 1853        | 20 kwietnia 1853     | Partia Konserwatywna |
|    |                 | Antonio López de Santa Anna (1794–1876) | 20 kwietnia 1853     | 9 sierpnia 1855      | Partia Liberalna     |
| 22 |                 | Martín Carrera (1806–1871)              | 9 sierpnia 1855      | 12 września 1855     | Partia Konserwatywna |
| 23 |                 | Rómulo Díaz de la Vega (1800–1877)      | 12 września 1855     | 4 października 1855  | Partia Konserwatywna |
| 24 |                 | Juan Álvarez (1790–1867)                | 4 października 1855  | 11 grudnia 1855      | Partia Liberalna     |
| 25 |                 | Ignacio Comonfort (1812–1863)           | 11 grudnia 1855      | 17 grudnia 1857      | Partia Liberalna     |
| 26 |                 | Benito Juárez (1806–1872)               | 18 grudnia 1857      | 18 lipca 1872        | Partia Liberalna     |

### Prezydenci uznawani przez konserwatystów w okresie wojny domowej
| Prezydent | Prezydent                         | Początek kadencji | Koniec kadencji  | Partia polityczna    |
| --------- | --------------------------------- | ----------------- | ---------------- | -------------------- |
|           | Ignacio Comonfort (1812–1863)     | 17 grudnia 1857   | 21 stycznia 1858 | Partia Liberalna     |
|           | Félix María Zuloaga (1813–1898)   | 21 stycznia 1858  | 24 grudnia 1858  | Partia Konserwatywna |
|           | Manuel Robles Pezuela (1817–1862) | 24 grudnia 1858   | 23 stycznia 1859 | Partia Konserwatywna |
|           | Félix María Zuloaga (1813–1898)   | 24 stycznia 1859  | 1 lutego 1859    | Partia Konserwatywna |
|           | Miguel Miramón (1831–1867)        | 2 lutego 1859     | 13 sierpnia 1860 | Partia Konserwatywna |
|           | José Ignacio Pavón (1791–1866)    | 13 sierpnia 1860  | 15 sierpnia 1860 | Partia Konserwatywna |
|           | Miguel Miramón (1831–1867)        | 15 sierpnia 1860  | 24 grudnia 1860  | Partia Konserwatywna |

## Cesarstwo Meksyku (1864–1867)
W latach 1864–1867 większa część Meksyku znalazła się pod rządami Maksymiliana Habsburga, cesarza narzuconego przez Napoleona III z Francji. Przez ten czas Benito Juárez kontynuował rządy na północy kraju. Rząd Juáreza był uznawany za prawowity m.in. przez USA.

## Republika (od 1867)
| #    | Imię i nazwisko | Imię i nazwisko                       | Początek kadencji    | Koniec            | Partia polityczna           |
| ---- | --------------- | ------------------------------------- | -------------------- | ----------------- | --------------------------- |
| (26) |                 | Benito Juárez (1806–1872)             | 18 grudnia 1857      | 18 lipca 1872     | Partia Liberalna            |
| 27   |                 | Sebastián Lerdo de Tejada (1823–1889) | 18 lipca 1872        | 20 listopada 1876 | Partia Liberalna            |
| 28   |                 | José María Iglesias (1823–1891)       | 26 października 1876 | 28 listopada 1876 | Partia Liberalna            |
| 29   |                 | Porfirio Díaz (1830–1915)             | 28 listopada 1876    | 6 grudnia 1876    | Partia Liberalna            |
| 30   |                 | Juan Nepomuceno Méndez (1824–1894)    | 6 grudnia 1876       | 17 lutego 1877    | Partia Liberalna            |
|      |                 | Porfirio Díaz (1830–1915)             | 17 lutego 1877       | 30 listopada 1880 | Partia Liberalna            |
| 31   |                 | Manuel González (1833–1893)           | 1 grudnia 1880       | 30 listopada 1884 | Partia Liberalna            |
|      |                 | Porfirio Díaz (1830–1915)             | 1 grudnia 1884       | 25 maja 1911      | Narodowa Partia Porfiristów |

### okres rewolucji meksykańskiej (1910-1917)
| #  | Imię i nazwisko | Imię i nazwisko                        | Początek kadencji | Koniec           | Partia polityczna              |
| -- | --------------- | -------------------------------------- | ----------------- | ---------------- | ------------------------------ |
| 32 |                 | Francisco León de la Barra (1863–1939) | 25 maja 1911      | 5 listopada 1911 | bezpartyjny                    |
| 33 |                 | Francisco I. Madero (1873–1913)        | 6 listopada 1911  | 19 lutego 1913   | Partia Konstytucyjno-Postępowa |
| 34 |                 | Pedro Lascuráin Paredes (1856–1952)    | 19 lutego 1913    | 19 lutego 1913   | bezpartyjny                    |
| 35 |                 | Victoriano Huerta (1850–1916)          | 19 lutego 1913    | 15 lipca 1914    | bezpartyjny                    |
| 36 |                 | Francisco Carvajal (1870–1932)         | 15 lipca 1914     | 13 sierpnia 1914 | bezpartyjny                    |
|    |                 | Venustiano Carranza (1859–1920)        | 14 sierpnia 1914  | 30 kwietnia 1917 | bezpartyjny                    |

### Prezydenci uznawani przez konwencjonalistów
| Imię i nazwisko | Imię i nazwisko                     | Początek kadencji | Koniec               |
| --------------- | ----------------------------------- | ----------------- | -------------------- |
|                 | Eulalio Gutiérrez (1881–1939)       | 6 listopada 1914  | 16 stycznia 1915     |
|                 | Roque González Garza (1885–1962)    | 16 stycznia 1915  | 10 czerwca 1915      |
|                 | Francisco Lagos Cházaro (1878–1932) | 10 czerwca 1915   | 10 października 1915 |

### Prezydenci postrewolucyjni (od 1917)
| #  | Imię i nazwisko | Imię i nazwisko                       | Początek kadencji   | Koniec            | Partia polityczna                  |
| -- | --------------- | ------------------------------------- | ------------------- | ----------------- | ---------------------------------- |
| 37 |                 | Venustiano Carranza (1859–1920)       | 1 maja 1917         | 21 maja 1920      | Partia Liberalno Konstytucyjna     |
| 38 |                 | Adolfo de la Huerta (1881–1955)       | 1 czerwca 1920      | 30 listopada 1920 | Partia Liberalno Konstytucyjna     |
| 39 |                 | Álvaro Obregón (1880–1928)            | 1 grudnia 1920      | 30 listopada 1924 | Meksykańska Partia Pracujących     |
| 40 |                 | Plutarco Elías Calles (1877–1945)     | 1 grudnia 1924      | 30 listopada 1928 | Meksykańska Partia Pracujących     |
| 41 |                 | Emilio Portes Gil (1890–1978)         | 1 grudnia 1928      | 4 lutego 1930     | Partia Rewolucyjno-Instytucjonalna |
| 42 |                 | Pascual Ortiz Rubio (1877–1963)       | 5 lutego 1930       | 4 września 1932   | Partia Rewolucyjno-Instytucjonalna |
| 43 |                 | Abelardo L. Rodríguez (1889–1967)     | 4 września 1932     | 30 listopada 1934 | Partia Rewolucyjno-Instytucjonalna |
| 44 |                 | Lázaro Cárdenas del Río (1895–1970)   | 1 grudnia 1934      | 30 listopada 1940 | Partia Rewolucyjno-Instytucjonalna |
| 45 |                 | Manuel Ávila Camacho (1896–1955)      | 1 grudnia 1940      | 30 listopada 1946 | Partia Rewolucyjno-Instytucjonalna |
| 46 |                 | Miguel Alemán Valdés (1900–1983)      | 1 grudnia 1946      | 30 listopada 1952 | Partia Rewolucyjno-Instytucjonalna |
| 47 |                 | Adolfo Ruiz Cortines (1889–1973)      | 1 grudnia 1952      | 30 listopada 1958 | Partia Rewolucyjno-Instytucjonalna |
| 48 |                 | Adolfo López Mateos (1910–1969)       | 1 grudnia 1958      | 30 listopada 1964 | Partia Rewolucyjno-Instytucjonalna |
| 49 |                 | Gustavo Díaz Ordaz (1911–1979)        | 1 grudnia 1964      | 30 listopada 1970 | Partia Rewolucyjno-Instytucjonalna |
| 50 |                 | Luis Echeverría (1922–2022)           | 1 grudnia 1970      | 30 listopada 1976 | Partia Rewolucyjno-Instytucjonalna |
| 51 |                 | José López Portillo (1920–2004)       | 1 grudnia 1976      | 30 listopada 1982 | Partia Rewolucyjno-Instytucjonalna |
| 52 |                 | Miguel de la Madrid (1934–2012)       | 1 grudnia 1982      | 30 listopada 1988 | Partia Rewolucyjno-Instytucjonalna |
| 53 |                 | Carlos Salinas de Gortari (1948–)     | 1 grudnia 1988      | 30 listopada 1994 | Partia Rewolucyjno-Instytucjonalna |
| 54 |                 | Ernesto Zedillo Ponce de León (1951–) | 1 grudnia 1994      | 30 listopada 2000 | Partia Rewolucyjno-Instytucjonalna |
| 55 |                 | Vicente Fox (1942–)                   | 1 grudnia 2000      | 30 listopada 2006 | Partia Akcji Narodowej             |
| 56 |                 | Felipe Calderón (1962–)               | 1 grudnia 2006      | 30 listopada 2012 | Partia Akcji Narodowej             |
| 57 |                 | Enrique Peña Nieto (1966–)            | 1 grudnia 2012      | 30 listopada 2018 | Partia Rewolucyjno-Instytucjonalna |
| 58 |                 | Andrés Manuel López Obrador (1953–)   | 1 grudnia 2018      | 30 września 2024  | Partia Odrodzenia Narodowego       |
| 59 |                 | Claudia Sheinbaum Pardo (1962–)       | 1 października 2024 | nadal             | Partia Odrodzenia Narodowego       |